# World Rugby Pacific Nations Cup 2017
World Rugby Pacific Nations Cup 2017 fu la 12ª edizione della World Rugby Pacific Nations Cup, torneo annuale di rugby a 15 tra le selezioni nazionali delle isole del Pacifico.
Tale edizione di torneo, al pari della precedente del 2016, furono parte del sistema di competizioni della zona oceaniana di qualificazione alla Coppa del Mondo 2019: la classifica combinata delle tre partecipanti Figi, Samoa e Tonga avrebbe determinato le squadre direttamente qualificate e quella da mandare ai turni di ripescaggio.
Il torneo si svolse con la formula del girone unico con gare di sola andata e fu vinto da Figi per la quarta volta nella storia della competizione; la stessa Figi guadagnò la qualificazione alla Coppa del Mondo mentre Tonga conseguì i punti necessari per superare Samoa nella classifica combinata delle due edizioni e qualificarsi come seconda squadra oceaniana.

## Risultati
| Arbitro: | Marius Mitrea |

|                                         |      |                        |
| Langilangi 13’ Pakalani 17’ Takulua 47’ | mt   | 30’ Levave 65’ Fonotia |
| Takulua 13’, 17’, 47’                   | tr   | 30’, 65’ Pisi          |
| Takulua 12’, 33’, 42’                   | c.p. | 8’, 21’, 35’, 44’ Pisi |

| Arbitro: | Nick Briant |

|              |      |                        |
| Fisiihoi 50’ | mt   | 53’ Nakarawa           |
| Takulua 50’  | tr   |                        |
| Takulua 25’  | c.p. | 14’, 72’, 84’ Volavola |

| Arbitro: | Paul Williams |

|                    |      |                                                 |
| Lemi 20’           | mt   | 10’, 23’, 42’ Seniloli 53’ Vatubua 75’ Nakarawa |
| Pisi 20’           | tr   | 10’, 23’, 43’, 54’, 76’ Volavola                |
| Pisi 27’, 33’, 37’ | c.p. | 62’ Volavola                                    |

## Classifica
|  | Squadra | G | V | N | P | P+ | P- | P±  | B | PT |
|  | ------- | - | - | - | - | -- | -- | --- | - | -- |
|  | Figi    | 2 | 2 | 0 | 0 | 52 | 26 | +26 | 1 | 9  |
|  | Tonga   | 2 | 1 | 0 | 1 | 40 | 40 | 0   | 1 | 5  |
|  | Samoa   | 2 | 0 | 0 | 2 | 42 | 68 | -26 | 1 | 1  |